# Моторизованная бригада «Фюрер»
Моторизованная бригада «Фюрер» (нем. Führer Grenadier Brigade) — тактическое соединение сухопутных войск вооружённых сил нацистской Германии. Принимала участие во Второй мировой войне. Создано на основе запасной бригады дивизии «Великая Германия». За период своего существования бригада была развёрнута в дивизию.

## История формирования
Сформирована в Котбусе 10 июля 1944 года на основе запасной пехотной бригады дивизии «Великая Германия»  по штатам моторизованной бригады. В дальнейшем также комплектовалась военнослужащими из её рядов, на командные должности назначались только офицеры дивизии.
Все военнослужащие бригады получали право на ношение именной нарукавной манжетной ленты «Großdeutschland» на правом рукаве мундира и шлифовок на погоны с вензелем «GD».
В составе бригады был моторизованный и танковый полк, артиллерийский дивизион, части усиления. В январе 1945 года был получен приказ развернуть бригаду в дивизию (нем. Führer Grenadier Division), однако фактически никаких изменений в штатном расписании не последовало. В мае 1945 года сумела из-под Вены пробиться на запад для капитуляции перед союзниками.

## Участие в боевых действиях

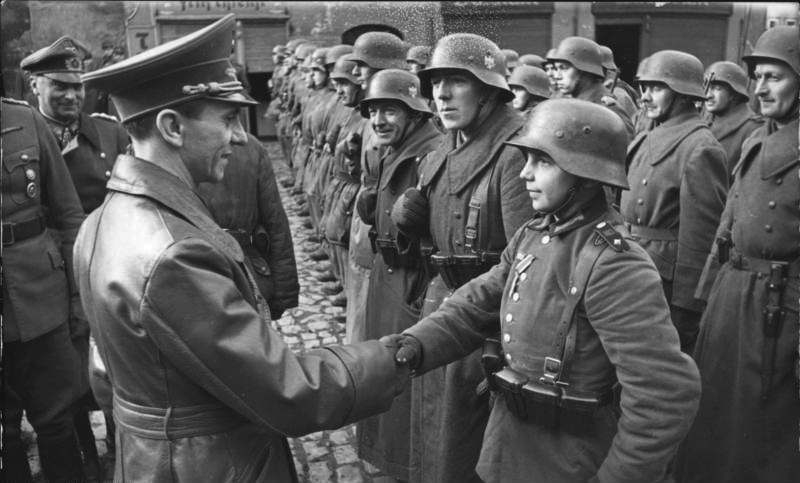
П. Геббельс награждает шестнадцатилетнего солдата моторизованной дивизии «Фюрер», март 1945

В октябре 1944 года в Восточной Пруссии бригада, действуя совместно с дивизией «Герман Геринг», участвовала в отражении советского наступления под Гумбиненном, ликвидировав прорыв частей 11-й гвардейской армии с приданным ей 2-м гвардейским танковым корпусом.
В декабре была переброшена на Западный фронт для участия в операции «Стража на Рейне».
С января 1945 года — опять на Восточном фронте. 17 февраля 1945 года моторизованная дивизия «Фюрер», совместно с дивизией сопровождения фюрера, нанесли сильный контрудар по войскам 47-й армии 1-го Белорусского фронта, в районе Штаргарда и потеснили советские войска.
В середине марта 1945 года дивизия предпринимает неудачную попытку деблокировать Кюстрин окруженный советскими войсками. В начале апреля переброшена в район Вены, откуда выбита советскими войсками. В мае 1945 года остатки дивизии сдались в плен американским войскам.

## Организация
Моторизованная бригада «Фюрер» (нем. Führer Grenadier Brigade), декабрь 1944
- штаб бригады (нем. Brigadestab);
- штабная рота (нем. Stabs-Kompanie);
- 99-й моторизованный полк (нем. 99. Panzergrenadier-Regiment);
- 101-й танковый полк (нем. 101. Panzer-Regiment);
- 124-й артиллерийский дивизион (нем. 124. Artillerie-Regiment);
- 911-я бригада штурмовых орудий (нем. 911. Sturmgeschtz-Brigade);

## Командиры
Моторизованная бригада «Фюрер» (нем. Führer Grenadier Brigade)
- Полковник Ганс-Иоахим Кахлер (10.07.1944-22.12.1944)
- Полковник Гельмут Медер (27.12.1944-26.01.1945)

Моторизованная дивизия «Фюрер» (нем. Führer Grenadier Division)
- Генерал-майор Гельмут Медер (26.01.1945-01.02.1945)
- Генерал-майор Эрих фон Хассенштейн (01.02.1945-08.05.1945)